# NGC 2532
NGC 2532 (другие обозначения — UGC 4256, IRAS08070+3406, MCG 6-18-13, KARA 232, ZWG 178.32, KUG 0807+341, PGC 22922) — спиральная галактика с перемычкой (SBc) в созвездии Рысь.
Этот объект входит в число перечисленных в оригинальной редакции «Нового общего каталога».
В галактике вспыхнула сверхновая SN 2002hn типа Ic, её пиковая видимая звездная величина составила 16,8.
В галактике вспыхнула сверхновая SN 1999gb типа IIn, её пиковая видимая звездная величина составила 16,1.
Это крупная галактика обращена к Земле плашмя, благодаря этому в ней удобно наблюдать спиральный узор  и получать кривые вращения галактики. В 2015 году данные о галактике использовались для оценки модифицированной теории ньютоновской динамики, и  модель показала неплохое соответствие с наблюдениями.